# Eighth Air Force
La Eighth Air Force (8th Air Force, 8ª AF) è una forza aerea numerata dello United States Air Force. Il suo comando principale è presso la Barksdale Air Force Base (in Louisiana).
Questa forza aerea deriva storicamente dalla quasi leggendaria Eighth Air Force (soprannominata The Mighty Eighth per la sua potenza e determinazione) della seconda guerra mondiale che controllò e diresse per tutta la durata del conflitto in Europa la campagna di bombardamento strategico condotta con crescente successo dai famosi bombardieri pesanti quadrimotori americani B-17 Flying Fortress e B-24 Liberator partendo dalle basi in Regno Unito.
Dopo essere stata costituita nel gennaio 1942 la Eighth Air Force, formata principalmente dall'VIII Bomber Command e dall'VIII Fighter Command, continuò per due anni i suoi bombardamenti diurni in grandi formazioni ad alta quota contro obiettivi industriali e militari in Germania e Europa occupata. Nel febbraio 1944 le forze aeree americane furono riorganizzate, il quartier generale originale dell'Eighth Air Force venne impiegato per formare il comando centralizzato delle United States Strategic Command in Europe, mentre il quartier generale dell'VIII Bomber Command divenne il comando delle unità da bombardamento e da caccia dell'Eighth Air Force originaria e continuò le missioni strategiche fino al termine della guerra.
L'Eighth Air Force fu un elemento fondamentale delle forze d'attacco nucleare strategico del SAC durante tutto il periodo della guerra fredda e alcuni suoi reparti parteciparono anche alla guerra di Corea e alla guerra del Vietnam. Attualmente l'Eighth Air Force dipende dal Air Forces Strategic – Global Strike, che costituisce la principale componente aerea del United States Strategic Command (USSTRATCOM), il comando interforze incaricato di guidare i reparti di bombardieri strategici e missili balistici in grado di lanciare un attacco nucleare.

## Storia

### Costituzione e arrivo in Inghilterra
La storia della Eighth Air Force ebbe inizio ufficialmente il 2 gennaio 1942 quando venne attivata nella base aerea di Savannah in Georgia nel quadro del grandioso programma di potenziamento della United States Army Air Force previsto dal presidente Franklin D. Roosevelt all'inizio della partecipazione degli Stati Uniti alla seconda guerra mondiale. In breve tempo, il 5 gennaio 1942, il generale Carl Spaatz assunse il comando della nuova formazione aerea con quartier generale a Bolling Field, Washington, DC. L'Eighth Air Force era stata designata per costituire la componente aerea americana da inviare al più presto in Europa per partecipare alla guerra contro la Germania nazista e l'8 gennaio 1942 venne annunciata pubblicamente la costituzione delle "U.S. Armed Forces in the British Isles" (USAFBI) sotto il comando del generale James Eugene Chaney, mentre il 12 maggio 1942 giunse in Inghilterra il primo contingente dell'Eighth Air Force. Il 15 giugno 1942 il generale Spaatz arrivò a sua volta nel Regno Unito, costituì il nuovo quartier generale e il 18 giugno 1942 assunse il comando della Eighth Air Force a Bushy Park, quindici chilometri a sud-ovest di Londra.
L'Eighth Air Force controllava una serie di componenti operative poste alle sue dipendenze dirette:
- VIII Bomber Command (costituito il 19 gennaio 1942)

Bombardamento strategico con l'impiego di bombardieri pesanti quadrimotori
- VIII Fighter Command (costituito il 19 gennaio 1942)

Missione di scorta di caccia ai bombardieri pesanti
- VIII Air Support Command (costituito il 24 aprile 1942)

Ricognizione aerea, trasporto truppe, bombardamento tattico con l'impiego di bombardieri medi bimotori
- VIII Air Service Command (più tardi denominato VIII Air Force Service Command)

Supporto logistico
La componente più importante dell'Eighth Air Force era certamente l'VIII Bomber Command che fu attivato inizialmente nella base aerea di Langley Field, Virginia, e venne il 10 febbraio 1942 trasferito alla base aerea di Savannah in Georgia. Il generale di brigata Ira C. Eaker prese il comando delle formazioni dell'VIII Bomber Command; egli, incaricato di dirigere la campagna aerea strategica indipendente delle forze aeree americane, organizzò il suo quartier generale accanto a quello del Bomber Command britannico a Daws Hill dove un distaccamento avanzato giunse il 23 febbraio 1942 in avanguardia delle prime unità aeree organiche; lo scaglione avanzato del 97th Bombardment Group giunse nel Regno Unito il 9 giugno 1942, mentre il primo bombardiere pesante Boeing B-17 Flying Fortress atterrò a Prestwick il 1 luglio 1942.

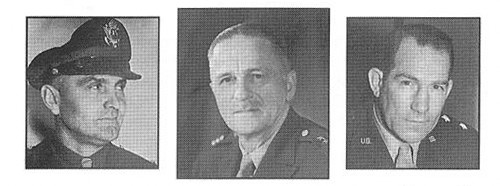
Da sinistra: il generale Ira C. Eaker, comandante dell'VIII Bomber Command e poi della Eighth Air Force, il generale Carl Spaatz, primo comandante della Eighth Air Force, il generale Frederick L. Anderson, comandante dell'VIII Bomber Command nel luglio 1943.

La pianificazione strategica dell'alto comando americana era estremamente ambiziosa e prevedeva un impressionante incremento delle forze a disposizione dell'Eighth Air Force che sarebbe stato accompagnato da un imponente sforzo logistico favorito dalla collaborazione delle autorità britanniche che prevedeva l'utilizzo di strutture già presenti e la costruzione di quasi un centinaio di nuovi impianti e campi di volo. I piani originari prevedevano che entro l'agosto 1942 la Eighth Air Force disponesse di 1.000 aerei che sarebbero dovuti salire a 3.500 nell'aprile 1943; i progetti dettagliati pianificavano la costituzione iniziale di 66 gruppi aerei con 700 bombardieri pesanti, 342 bombardieri medi e 960 caccia. Questi progetti erano troppo ambiziosi e si dovette subito ridurre i gruppi effettivi a 54, mentre i 137 gruppi previsti per il 1943 furono completati solo nel giugno 1944.
Il trasferimento degli aerei assegnati alla Eighth Air Force avveniva per via aerea attraverso la rotta stato del Maine-Goose Bay-Groenlandia-Islanda-Scozia e, dopo il primo bombardiere giunto il 1º luglio 1942, proseguì con regolarità nel corso dei mesi: alla fine di agosto erano giunti 386 aerei, tra cui 119 B-17, a cui si aggiunsero altri 700 aerei entro la fine dell'anno. Nonostante la diversione di molti gruppi sul fronte del Mediterraneo per rinforzare la Twelfth Air Force, incaricata di supportare l'operazione Torch, l'Eighth Air Force disponeva alla fine del 1942 di 668 aerei, tra cui 338 bombardieri pesanti quadrimotori.
Alla fine dell'anno a causa dell'apertura del fronte del Nordafrica, cambiò anche la struttura di comando della Eighth Air Force; il generale Carl Spaatz si trasferì a disposizione del generale Dwight Eisenhower come responsabile superiore delle Forze aeree alleate del Nordafrica che nel febbraio 1943 divennero la Northwest African Air Force, mentre il generale Ira Eaker, già comandante dell'VIII Bomber Command, il 1 dicembre 1942 assunse al suo posto il comando superiore della Eighth Air Force in Gran Bretagna; infine il generale Newton Longfellow divenne il comandante dell'VIII Bomber Command fino a luglio 1943 quando venne a sua volta sostituito dal generale Frederick L. Anderson.

### Successi e fallimenti nel 1942-1943
L'Eighth Air Force iniziò la sua attività di bombardamento con prudenza, iniziando da luglio 1942 con modesti attacchi con piccoli gruppi di bombardieri alle regioni costiere dell'Europa occupata; i generali Spaatz ed Eaker erano soprattutto interessati a sperimentare le tecniche di volo e di bombardamento e la validità della teoria fondamentale degli attacchi diurni ad alta quota contro obiettivi specifici. Il 17 agosto 1942 ebbe successo il bombardamento di un gruppo di B-17 guidati personalmente dal generale Eaker contro l'area ferroviaria di Rouen, e nei mesi seguenti si diffuse tra gli ufficiali della Eighth Air Force un certo ottimismo; sembrò che la strategia americana fosse applicabile con successo e con perdite limitate, il generale Eaker presentò un piano dettagliato in quattro fasi di bombardamenti sistematici diurni della Germania.
A partire da ottobre 1942 in realtà il generale Eaker ricevette nuove direttive che in pratica sospendevano l'esecuzione dei suoi piani e dei programmi di espansione delle forze da bombardamento della Eighth Air Force. L'imminenza dell'operazione Torch impose il trasferimento di una parte dei reparti alla nuova Twelfth Air Force appena costituita per fornire la copertura aerea agli sbarchi nel Nordafrica; inoltre gli obiettivi principali della Eighth Air Force divennero temporaneamente le basi degli U-Boot e i cantieri di costruzioni navali dei sommergibili. A partire dal 21 ottobre 1942 i bombardieri dell'VIII Bomber Command colpirono con risultati discreti e perdite limitate, le basi di Lorient e Saint-Nazaire, mentre negli ultimi mesi dell'anno e all'inizio del 1943 vennero attaccati con qualche successo anche i nodi ferroviari francesi di Lilla e Romilly-sur-Seine. Il generale Eaker rimaneva fiducioso; a suo parere queste azioni dimostravano la validità delle tattiche dei bombardieri americani che apparentemente erano in grado colpire con maggior precisione, subendo perdite inferiori della metà rispetto ai britannici e infliggendo, grazie alla potenza di fuoco difensivo dei bombardieri pesanti organizzati in combat box, pesanti perdite ai caccia tedeschi.